# Ácido dissulfúrico
Ácido dissulfúrico, também chamado de ácido pirossulfúrico, é um oxiácido do enxofre. É um constituinte de grande parte do ácido sulfúrico fumegante, oleum, e este é como a maioria dos químicos encontram-no. É um constituinte menor do ácido sulfúrico anidro líquido devido ao equilíbrio:
H2SO4 ⇌  H2O + SO3
SO3 + H2SO4 ⇌ H2S2O7
Este ácido é preparado pela reação de excesso de anidrido sulfúrico (SO3) com ácido sulfúrico:
H2SO4 + SO3 →   H2S2O7